# Timothey N'Guessan
Timothey N'Guessan (Massy, 18 settembre 1992) è un pallamanista francese.

## Palmarès

### Olimpiadi
- 1 medaglia:
  - 1 argento (Rio de Janeiro 2016)

### Mondiali
- 1 medaglia:
  - 1 oro (Francia 2017)

### Europei
- 1 medaglia:
  - 1 bronzo (Croazia 2018)
  - 1 oro (Germania 2024)